# Loviatar
Loviatar (se le conoce además con los alternativos de: Loveatar, Lovetar, Lovehetar, Louhetar, y Louhiatar) es la deidad ciega de las enfermedades y de las plagas, hija de Tuoni, el dios de la muerte; y de Tuonetar, señora de la tenebrosidad, en la mitología finlandesa. A ella se le adiestró para ser la peor de todas las figuras que habitan en el mundo subterráneo de las tinieblas. 
El viento impregnó a Loviatar con su tersura y la dejó embarazada; al cabo de un tiempo, dio a luz nueve hijos que corresponden, según las interpretaciones de eruditos y hermeneutas, a las nueve enfermedades más frecuentes durante la Edad Media. 